# Середпольцы
Середпольцы (укр. Середпільці) — село в Радеховской городской общине Шептицкого района Львовской области Украины.
Население по переписи 2001 года составляло 513 человек. Занимает площадь 1,38 км². Почтовый индекс — 80240. Телефонный код — 3255.